# Samoa en los Juegos Paralímpicos de Londres 2012
Samoa estuvo representada en los Juegos Paralímpicos de Londres 2012 por dos deportistas, un hombre y una mujer. El equipo paralímpico samoano no obtuvo ninguna medalla en estos Juegos.